# Робертсдејл (Алабама)
Робертсдејл (енгл. Robertsdale) град је у америчкој савезној држави Алабама. По попису становништва из 2010. у њему је живело 5.276 становника.

## Демографија
Према попису становништва из 2010. у граду је живело 5.276 становника, што је 1.494 (39,5%) становника више него 2000. године.
| Група             | 2000.         | 2010.         |
| Белци             | 3.514 (92,9%) | 4.355 (82,5%) |
| Афроамериканци    | 125 (3,3%)    | 283 (5,4%)    |
| Азијати           | 9 (0,2%)      | 24 (0,5%)     |
| Хиспаноамериканци | 73 (1,9%)     | 488 (9,2%)    |
| Укупно            | 3.782         | 5.276         |